# Seneka Indijanci
Seneka (Onöndowa'ga:', Tsonondowaka, Tshoti-nondawaga) najveće je od pet plemena plemenskog saveza Haudenosaunee ili Irokeza u kojem su još bili Oneida, Mohok, Onondaga i Kajuga. Danas oko 10 000 Seneka živi na rezervatima zapadnoga New Yorka: Cattargaurus, Allegany i Tonawanda te nešto u Oklahomi i Ontariju u Kanadi. 

## Ime
Sami sebe Seneke su nazivali Onöndowa'ga:' to jest 'ljudi velikog brda'. Francuzi su od njihova naziva napravili oblik Tsonnontouan. 

## Sela
- Buckaloon, na sjevernoj strani rijeke Allegheny kod Irvine, okrug Warren, Pennsylvania.
- Canadasaga, blizu grada Geneva.
- Canandaigua, kod Canandaigua.
- Caneadea,  Caneadea.
- Catherine's Town, blizu Catherine.
- Cattaraugus, kod Cattaraugus Creeka.
- Chemung, možda kod Chemunga.
- Cheronderoga, (?).
- Chinklacamoose, poglavito Delaware, današnji Clearfield, Pennsylvania.
- Chinoshahgeh, kod Victora.
- Condawhaw, u North Hectoru.
- Connewango,  2 sela, jedno u Warren, Pennsylvania, drugo na lijevoj obali Allegheny Rivera kod Tionesta, Pennsylvania.
- Dayoitgao, rijeka Genesee kod Fort Morrisa.
- Deonundagae, na rijeci Livingston.
- Deyodeshot, dvije milje jugoistočno od East Avona.
- Deyohnegano, 2 sela: jedno blizu Caledonia; drugo na Allegheny Reservation, okrug Cattaraugus.
- Deyonongdadagana, zaapdna obala Genesee blizu Cuylerville.
- Dyosyowan, na Buffalo Creeku, okrug Erie, Pennsylvania.
- Gaandowanang, na rijeci Genesee blizu Cuylerville.
- Gadaho, u Castle.
- Gahato, možda Seneca, okrug Chemung.
- Gahayanduk, lokacija nepoznata.
- Ganagweh, blizu Palmyra.
- Ganawagus, na rijeci Genesee, blizu Avona.
- Ganeasos, (?).
- Ganedontwan, današnji Moscow.
- Ganos, današnja Cuba, okrug Allegany.
- Ganosgagong,  Dansville.
- Gaonsagaon, (?).
- Gaousge, možda Seneca selo, na rijeci Niagara River.
- Gaskosada, Cayuga Creek zapadno od Lancastera.
- Gathtsegwarohare, (?).
- Geneseo, kod Geneseo.
- Gistaquat, (?).
- Goshgoshunk, uglavnom Munsee i Unami, 3 sela na rijeci Allegheny, okrug Venango, Pennsylvania.
- Hickorytown, uglavnom Munsee i Unami, okrug Forest, Pennsylvania.
- Honeoye, Honeoye Creek, blizu jezera Honeoye Lake.
- Joneadih, na rijeci Allegheny nasuprot Salamance.
- Kanagaro, 2 sela, jedno na Boughton Hillu, južno od Victora, N. Y.; jedno s nekoliko raznih lokacija, južno od prvog.
- Kanaghsaws, pola milje sjeveroistočno od Conesus Centera.
- Kannassarago, između Oneida i Onondaga.
- Kashong, na Kashong Creeku blizu mjesta gdje ulazi u jezero Seneca.
- Kaskonchiagon, (?).
- Kaygen, južna obala Chemung Rivera.
- Keinthe, sjeverna obala jezera Ontario, kasnije premješteno na Bay of Quinte.
- Lawunkhannek, uglavnom pleme Delaware, rijeka Allegheny blizu Franklina, okrug Venango County, Pennsylvania.
- Mahusquechikoken, s Indijancima Munsee ijoš nekim plemenima, rijeka Allegheny River about 20,  Pennsylvania.
- Middle Town, blizu Chemunga.
- New Chemung, na ili blizu Chemunga.
- Newtown, rijeka Chemung River blizu Elmire.
- Oatka, u Scottsville, na zapadnoj obali Genesee.
- Old Chemung, oko 3 milje od New Chemunga.
- Onnahee, na istoku Fall Brooka, okrug Ontario.
- Onoghsadago, blizu Conewango (?).
- Onondarka, sjeverno od Karaghyadirha na mapi Guy Johnsona iz 1771.
- Owaiski, zapadna obala Genesee, okrug Allegheny.
- Sheshequin, okrug Bradford, Pennsylvania.
- Skahasegao, današnja Lima, okrug Livingston.
- Skoiyase, u Waterloou.
- Sonojowauga, Mount Morris, okrug Livingston.
- Tekisedaneyout, u okrugu Erie.
- Tioniongarunte, (?).
- Tonawanda, na Tonawanda Creek, okrug Niagara.
- Totiakton, na Honeoye nedaleko Honeoye Fallsa u okrugu Monroe.
- Venango, u Franklinu, na ušću French Creeka, okrug Venango, Pennsylvania.
- Yorkjough, možda u okrugu Livingston.
- Yoroonwago, gornji Allegheny River kod sadašnjeg Corydona, okrug Warren, Pennsylvania.
- Kendaia, (Hodge)

## Povijest
Senece su bili jedno od najznačajnijih plemena saveza te porazivši Erie (1656)  i Attiwandaronke (1650). Šire irokeško područje zapadno od jezera Erie i južno du rijeke Allegheny u Pennsylvaniji. Senece 1950. broje 3800 duša u New Yorku. Pleme 'Seneca' u Oklahomi (900) adoptirani su Erie, a žive s plemenom Kajyuga.

## Etnografija
Teritorij Seneca izvorno se nalazio od rijeke Genesee do jezera Canandaigua u New Yorku, a prema istoku su živjeli Cayuga, dalje na istoku Onondaga, pa Oneida i najistočniji su bili Mohawk.  Među ostalim Irokezima oni su nazivani i  'Starijom braćom'  (Elder Brothers) ili  'Čuvarima zapadnih vrata'  ("Keepers of the Western Door"). Broj orlovih pera koji su nosili na gustowehu (pernatoj kapi) bio je kao i kod Cayuga, jedan, a nosio se u uspravnom položaju, što kod Cayuga nije bio slučaj. Kod Mohawka i Oneida broj pera je bio 3, i kod Onondaga 2. 
Sela Seneca su stalna, i zaštićena drvenim fortifikacijama, a  tri sestre' , grah, kukuruz i tikva, koje oni nazivaju Deohako, glavne su kulture koje su uzgajali na svojim poljima. Tijekom jeseni muškarci su odlazili u lov, te u proljeće u ribolov.
Društvo Seneca bilo je rodovsko, a pleme je podijeljeno na dvije fratrije ili bratstva (De-a-non-da'-yoh). Rod se unutar istog bratstva nazivao bratskim rodom a s rodovima drugoj polovici stajali su u pobočnom srodničkom odnosu i nazivani su rođačkim. Senece su imali 8 rodova, po četiri u svakom bratstvu:
- Prvo bratstvo: 1, Bear (Medvjed). 2, Wolf (Vuk). 3, Beaver (Dabar). 4, Turtle (Kornjača).
- Drugo Bratstvo: 5, Deer (Jelen). 6, Snipe (Šljuka). 7, Heron (Čaplja). 8, Hawk (Jastreb).

Svaki rod jednaka je po nivou, karakteru i privilegijama. 
Brak izvorno nije bio dozvoljen unutar istog bratstva, ali je do njega moglo doći unutar bilo kojeg drugog roda iz suprotnog bratstva.
Odnosi unutar saveza Irokeza
Pleme Seneca unutar saveza  'Velike kuće'  zastupalo je 8 poglavica, kod Mohoka i Oneida je taj broj bio 9, kod Onondaga 14 i kod Kajuga 10. Naziv položaja poglavice postaje ujedno i njegovim imenom a nasljeđuje se danom stupanja na dužnost. Osam poglavica Seneca u vijeću Irokeza podijeljeni su u četiri klase:
I. 1. Ga-ne-o-di-yo( ‘Handsome Lake,’ klan kornjača) 2. Sa-da-ga’-o-yase (‘Level Heavens.’ Klan Snipe)
II. 3. Ga-no-gi’-e (Klan Turtle) 4. Sa-geh’-jo-wa (‘Great Forehead,’ Veliko Čelo, klan Hawk)
III. 5. Sa-de-a-no’-wus (‘Assistant,’ Pomoćnik, klan Bear) 6. Nis-ha-ne-a’-nent ( ‘Falling Day,’ Dan koji nestaje. Klan Snipe)
IV. 7. Ga-no-go-e-da’-we ( ‘Hair Burned Off,’ Spaljena Kosa, Klan Snipe) 8. Do-ne-ho-ga’-weh (‘Open Door’, Otvorena vrata, klan Wolf)

## Vanjske poveznice
- Seneca Indian tribe  Arhivirana inačica izvorne stranice od 27. listopada 2013. (Wayback Machine)
- Onodowahgah (The People of the Great Hill)
- Seneca Indian Fact Sheet